# ماكس كاراسكو
ماكس كاراسكو (3 مايو 1984 في بيلو هوريزونتي في البرازيل – )؛ هو لاعب كرة قدم كان يلعب كلاعب وسط.

## وصلات خارجية
- ماكس كاراسكو على موقع رابطة كرة القدم اليابانية للمحترفين (اليابانية)
- ماكس كاراسكو على موقع قاعدة بيانات كرة القدم.إي يو (الإنجليزية)
- ماكس كاراسكو على موقع Soccerway.com (الإنجليزية)
- ماكس كاراسكو على موقع عالم كرة القدم.نت (الإنجليزية)